# Super-Skrull
De Super-Skrull (Kl'rt) is een personage uit de comics van Marvel Comics. Hij werd bedacht door Stan Lee en Jack Kirby en verscheen voor het eerst in Fantastic Four #18 in september 1963. De tot Super-Skrull versleutelde Skrull Kl'rt kan zoals iedere Skrull elke gedaante aannemen die hij wil, maar bezit ook versies van de vermogens van alle leden van de Fantastic Four. Dit maakt hem bovenmenselijk sterk, bestendig en belastbaar en in staat tot enorme elasticiteit. Hij kan vliegen, zichzelf onzichtbaar maken en krachtvelden genereren en beheerst pyrokinese. Daarnaast is hij in staat tot verregaande vormen van hypnose.

## Biografie
De Super-Skrull is van oorsprong een gevierde, maar gewone Skrull-krijger genaamd Kl'rt, afkomstig van de Skrull-wereld Tarnax IV. Die bevond zich in de Andromedanevel tot Galactus hem verwoestte. Kl'rt wordt omgebouwd tot Super-Skrull om het op te kunnen nemen tegen de Fantastic Four. Dit nadat die een invasie van de Aarde verijdelen. Kl'rt wordt zo omgevormd dat hij elastischer wordt dan Mr. Fantastic, meer controle krijgt over onzichtbaarheid en krachtvelden dan Invisible Woman, grotere pyrokinetische vermogens krijgt dan Human Torch en sterker wordt dan Thing. Tegelijkertijd blijft hij in het bezit van zijn Skrull-vermogens om iedere gedaante aan te nemen die hij wenst en anderen te hypnotiseren. Dit maakt hem extreem geschikt voor spionage en infiltratie en geeft hem de capaciteiten om het in lijf-aan-lijfgevechten op te nemen tegen tegenstanders met bovennatuurlijke krachten, zowel op Aarde als in de voortdurende oorlog tussen de Skrulls en de Kree.

## In andere media

### Marvel Cinematic Universe
Sinds 2023 verschijnen de Super-Skrulls in het Marvel Cinematic Universe, waarin voornamelijk de vijandige Skrull-leider Gravik (gespeeld door Kingsley Ben-Adir) Super-Skrull krachten gebruikt. Ook Talos' dochter G'iah (gespeeld door Emilia Clarke) gebruikt Super-Skrull krachten. 
De krachten die door de Super-Skrulls gebruikt kunnen worden zijn de krachten van: Extremis (uit Iron Man 3), Groot, Cull Obsidian en de Frost Beasts (uit Thor en Thor: The Dark World). Later krijgen de Skrulls via DNA sporen tijdens de gevechten van Avengers: Endgame toegang tot de superkrachten van: Ghost, Hulk, Valkyrie, Winter Soldier, Carol Danvers / Captain Marvel, Chitauri, Corvus Glaive, Drax the Destroyer, Ebony Maw, Abomination, Gamora, Groot, Korg, Mantis, Outriders, Proxima Midnight, Captain America, Black Panther, Thanos en Thor. De Super-Skrulls komen voor in de volgende televisieserie: 
- Secret Invasion (2023) (Disney+)

### Televisieseries
De Super-Skrull komt voor in de volgende animatieseries:
- The Marvel Super Heroes
- Fantastic Four (1967)
- Fantastic Four (1994)
- Fantastic Four (2006)
- X-Men
- The Super Hero Squad Show
- Hulk and the Agents of S.M.A.S.H.
- The Avengers: Earth's Mightiest Heroes.

### Videospellen
De Super-Skrull maakt ook deel uit van de computerspellen volgende videospellen, in een paar gevallen als speelbaar personage, maar doorgaans als eindbaas:
- Fantastic Four
- Marvel: Ultimate Alliance
- Fantastic Four: Rise of the Silver Surfer
- Marvel vs. Capcom 3: Fate of Two Worlds
- Ultimate Marvel vs. Capcom 3
- Marvel Super Hero Squad: The Infinity Gauntlet
- Marvel Super Hero Squad Online
- Marvel Avengers: Battle for Earth
- LEGO Marvel Super Heroes
- Marvel Heroes,

## Andere Super-Skrulls
Kl'rt is binnen het Marvel Universum de oer-Super-Skrull, maar niet de enige. Er zijn verschillende andere met (bundelingen van) de vermogens van andere superhelden (of -schurken). Voorbeelden hiervan zijn:
- Chrell: met vermogens van Mr. Fantastic, Invisible Woman, Human Torch en Thing.
- Criti Noll: met de vermogens van Henry Pym, later vervangen door een kloon met vermogens van Pym, Black Panther, Quicksilver en Vision.
- Godkiller: Battleaxe, Thundra, Titania en Volcana.
- Khn'nr: Captain Marvel.
- Pagon: Elektra, Colossus en Invisible Woman.
- Rl'nnd: Colossus, Cyclops, Nightcrawler en Wolverine.
- Siri: Elektra en Ghost Rider.
- Veranke: Spider-Woman.
- Xavin: Mr. Fantastic, Invisible Woman, Human Torch en Thing (maar wel gelimiteerd tot de vermogens van één held tegelijk).
- X'iv: Daredevil, Elektra en Cloak en Dagger.